# Yesterday, When I Was Mad
Yesterday, When I Was Mad è una canzone dei Pet Shop Boys pubblicata come quinto singolo dal loro album del 1993 Very. Il singolo, remixato e prodotto dai Pet Shop Boys stessi, presenta una struttura musicale decisamente diversa dalla versione originale dell'album: si presenta in chiave più elettronica (quasi techno) rispetto al sound synthpop della versione originale. Il brano entrò nella Top20 inglese (posizione numero 13) ed entrò nella Top5 della classifica dance americana (esattamente al 4º posto).

## Il brano
Il testo fu scritto da Neil Tennant durante il tour precedente del duo. "Mi trovavo nel bus ed ero di pessimo umore; durante i tour è difficile credere alla sincerità delle persone. Mi divertiva l'idea di scrivere una canzone su tutte le volte che diventi matto per quante ne passi".

## Il videoclip
Il videoclip del singolo, di stampo quasi psichedelico, è un mix fra realtà e immagini create al computer, dove il ruolo di Tennant è reale mentre l'immagine di Lowe è virtuale.

## Tracce

### UK set di 2 CD: Parlophone
1. "Yesterday, When I Was Mad" (Single Version)
2. "If Love Were All"
3. "Can You Forgive Her?" (Swing Version)
4. "Yesterday, When I Was Mad" (Jam & Spoon Mix)
5. "Yesterday, When I Was Mad" (Coconut 1 Remix)
6. "Some Speculation"
7. "Yesterday, When I Was Mad" (Junior Vasquez Factory Dub)
8. "Yesterday, When I Was Mad" (RAF Zone Dub)

### US CD di remix: EMI
1. "Yesterday, When I Was Mad" (Jam & Spoon Mix)
2. "Yesterday, When I Was Mad" (Coconut 1 12" Mix)
3. "Yesterday, When I Was Mad" (Raf Zone Mix)
4. "Yesterday, When I Was Mad" (Junior Vasquez Fabulous Dub)
5. "Euroboy"
6. "Some Speculation"

## Posizioni in classifica
| Nazione (1994)                                          | Posizione |
| ------------------------------------------------------- | --------- |
| Regno Unito                                             | 13        |
| Australia                                               | 13        |
| Belgio                                                  | 16        |
| U.S. Billboard Hot Dance Club Play                      | 4         |
| U.S. Billboard Hot Dance Music/Maxi-Singles Sales Chart | 27        |
| Paesi Bassi                                             | 28        |
| Germania                                                | 72        |